# Yves Daccord
Yves Daccord (nascido em 1964), é um líder humanitário, estrategista internacional, influenciador e agente de mudança. Seu foco atual é o tema da segurança, do contrato social e do papel das cidades na era das pandemias e da vigilância digital, que é tema de uma iniciativa especial que ele lidera no Centro Berkman Klein para Internet e Sociedade de Harvard. Desde 2010 até 2020, Yves foi Diretor-Geral do Comitê Internacional da Cruz Vermelha (CICV), uma organização humanitária global que emprega 20.000 funcionários. Antes jornalista, produtor de televisão e especialista em relações internacionais, a sua carreira no CICV estendeu-se por mais de duas décadas em vários cargos e contextos desafiantes – incluindo Israel e os Territórios Ocupados, Sudão, Iémen, Chechénia e Geórgia.
Yves é Comissário da iniciativa #Principles4Peace. Ele é membro dos seguintes conselhos: Conselho de Curadores do ODI, do Conselho do Festival Internacional de Cinema e Fórum sobre Direitos Humanos de Genebra, ; Conselho do principal jornal suíço, o Le Temps  e Conselho da Iniciativa de Controle de Qualidade Humanitário. Ele foi nomeado em março de 2022 como consultor sênior do EssentialTech Center da EPFL,  o instituto federal suíço de tecnologia em Lausanne. Também continua atuando como vice-presidente do conselho consultivo do The Performance Theatre, cargo que ocupa desde junho de 2015. Yves é formado em ciências políticas e possui doutorado honorário em ciências sociais pela Universidade de St. Gallen, concedido em 2017. 

## Infância e educação
Yves Daccord nasceu em Zurique, Suíça. Frequentou o Collège Saint-Michel em Friburgo antes de prosseguir os seus estudos na Universidade de Genebra, onde se formou como Bacharel em Ciências Políticas e Relações Internacionais em 1986. Posteriormente, ele fez pós-graduação como jornalista de radiodifusão e começou a trabalhar na Radio Télévision Suisse em Genebra em 1987.

## Carreira profissional na Cruz Vermelha
Daccord ingressou no Cruz Vermelha em 1992, conduzindo operações humanitárias em vários contextos desafiadores de conflito armado, incluindo Israel e os Territórios Ocupados, Sudão, Iêmen, Chechênia e Geórgia . Ele ocupou vários cargos progressivamente seniores dentro da organização, incluindo Chefe da Divisão de Comunicação (1998-2002) e Diretor de Comunicações (2002-2010) antes de sua nomeação como Diretor-Geral em 2010. 
Enquanto Diretor Geral da Cruz Vermelha, Daccord foi o condutor de um período de transformações dentro da Cruz Vermelha, em resposta às necessidades humanitárias cada vez maiores em conflitos armados e outras situações violentas ao redor do globo. Como isso a organização teve um crescimento significativo em suas operações nos últimos anos,  tendo cerca de 16.000 empregados em mais de 80 países (no ano de 2017),  Daccord liderou reformas institucionais significativas em áreas como recursos humanos e gestão de pessoas ;  parcerias e gestão de stakeholders;  e inovação e tecnologia.  Ele falou e publicou amplamente sobre questões-chave, como violência contra os cuidados de saúde ; os riscos e oportunidades das novas tecnologias no setor humanitário;  assuntos humanitários globais;  e o futuro das ações humanitárias. 

## Honrarias
Em 2014, Daccord foi nomeado presidente do Comitê Diretor para a Resposta Humanitária (SCHR), uma aliança voluntária de nove das principais organizações humanitárias do mundo. Em 2015, A Diretora-Geral da Organização Mundial da Saúde (OMS), Margaret Chan, nomeou Daccord como membro do Grupo Consultivo sobre a Reforma do Trabalho da OMS em Surtos e Emergências com Consequências Humanitárias e de Saúde.  Em 2017, ele recebou o título de Doutor Honoris Causa em Ciências Sociais pela Universidade de St. Gallen, em reconhecimento aos seus "excelentes serviços prestados ao destino da Cruz Vermelha". 

## Vida pessoal
Yves é casado e pai de três filhas. Ele reside na Suíça atualmente.